# Bitter (bier)

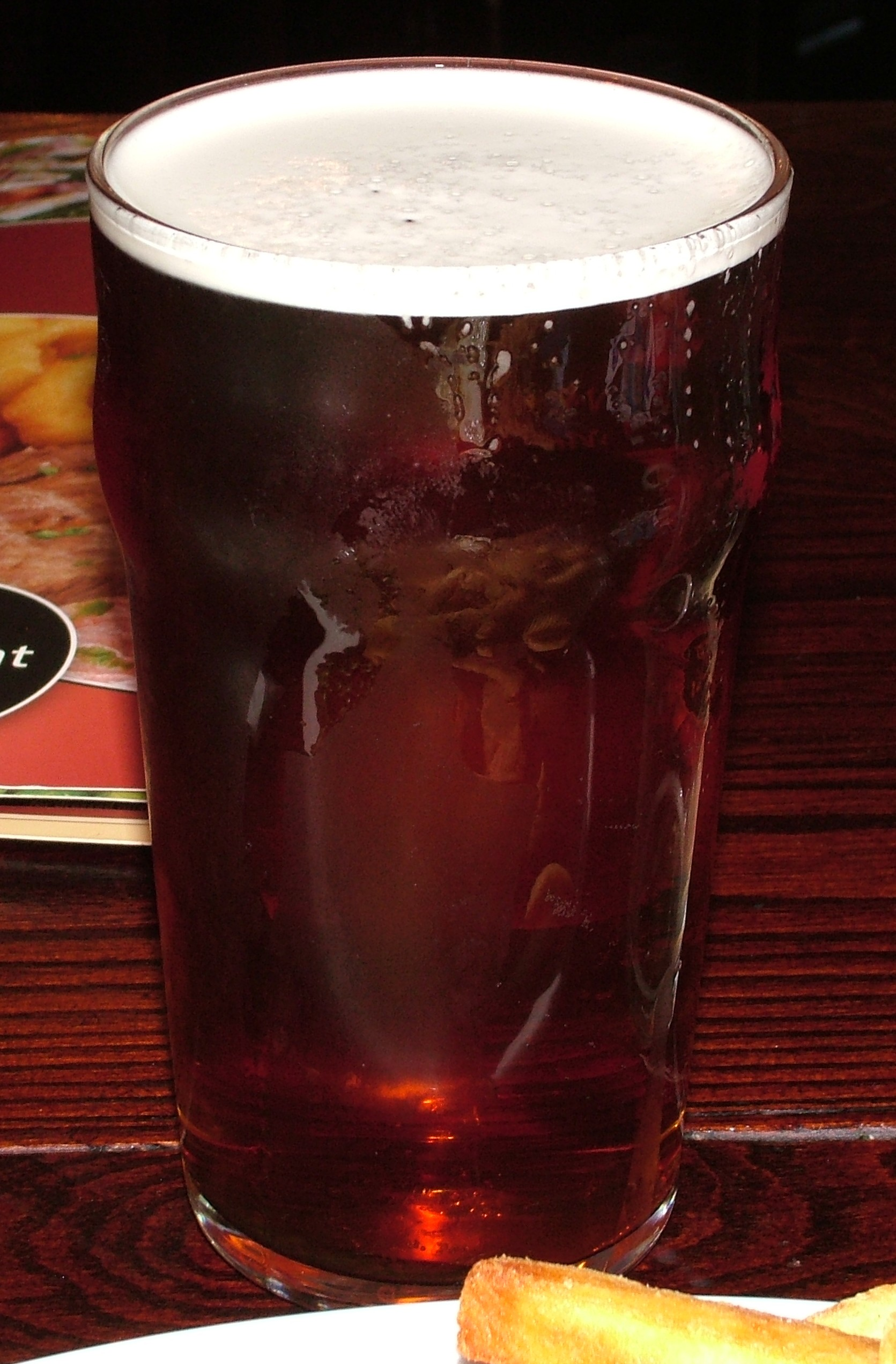
Een bitter

Bitter is een Britse bierstijl van een pale ale, die kan variëren van goudblond tot donker amber en in alcoholpercentage tussen 3% en 7%.

## Geschiedenis
In 1703 werd het eerst gesproken over het biertype pale ale. Rond 1830 sprak men zowel over een bitter als een pale ale, namen die synoniem waren. Terwijl de brouwers de term pale ale gebruikten, werd door de consumenten vooral de term bitter gebruikt, om onderscheid te maken tussen de pale ale, porter en mild. In de late jaren 1920 begonnen ook de brouwers meer de term bitter te gebruiken voor hun vatenbier.

## Types
Britse brouwers gebruiken verschillende namen voor de variaties in biersterkte zoals ordinary, best, special, extra special en premium. Hoptoevoegingen variëren ook naargelang de sterkte van het bier maar bevatten over het algemeen heel wat bitterhoppen.
- Light ale, laagalcoholisch bieren, meestal op fles.[2]
- Session of ordinary bitter, bieren met een alcoholpercentage van maximum 4,1%, daaronder vallen ook een aantal Britse IPA’s die sinds de jaren 1920 gebrouwen worden.
- Best of special bitter, bieren met een alcoholpercentage tussen 4,2 en 4,7%.
- Premium of strong bitter, bieren met een alcoholpercentage van 4,8% op hoger. Ook wel gekend als Extra Special Bitter of ESB.
- Golden ale, blonde ales met een profiel gelijkaardig aan blonde lagers.